# Between Two Worlds (I-Album)
Between Two Worlds (englisch für ‚Zwischen zwei Welten‘) ist das erste und bislang einzige Studioalbum der norwegischen Metal-Band I. Es wurde am 3. November 2006 durch Nuclear Blast veröffentlicht.

## Entstehung
Nach der zwischenzeitlichen Auflösung seiner Band Immortal begann der Sänger und Gitarrist Abbath (bürgerlich Olve Eikemo) mit dem Schreiben neuer Lieder. Dabei griff er auf viele Ideen zurück, die ursprünglich für Immortal gedacht waren. Mit der Hilfe des Gitarristen Ice Dale (bürgerlich Arve Isdal) arbeiteten die Musiker über einen Zeitraum von drei Jahren an dem Material. Wie schon bei Immortal stammen die Texte von Abbaths langjährigen Weggefährten Demonaz (bürgerlich Harald Nævdal).
Aufgenommen wurde Between Two Worlds im Lydriket Studio in Bergen. Produziert wurde das Album von Ice Dale, das Mischen übernahm Peter Tägtgren. Das Mastering übernahm Thomer Eberger. Mit dem Lied Far Beyond the Quiet zollt die Band dem 2004 verstorbenen Bathory-Gründer Thomas „Quorthon“ Forsberg Tribut.

## Titelliste
1. The Storm I Ride – 3:27
2. Warriors – 5:53
3. Between Two Worlds – 5:52
4. Battalions – 4:46
5. Mountains – 6:05
6. Days of North Winds – 4:04
7. Far Beyond the Quiet – 7:13
8. Cursed We Are – 5:14
9. Bridges of Fire – 7:36
10. Shadowed Realms (Intro) – 1:31
11. Shadowed Realms – 5:44

## Rezeption
Für Gunnar Sauermann vom Metal Hammer ist Between Two Worlds eine „Party-Scheibe für die harte Fraktion, die die Rübe pausenlos rotieren lässt“. Er gab dem Album sechs von sieben Punkten. Götz Kühnemund vom Rock Hard schrieb in seiner Kritik, dass das Album im Ergebnis „äußerst atmosphärische, klanglich dichte Monumentalwerke“ enthalte, die „immer noch den alten, norwegischen Black-Metal-Spirit verströmen, gleichzeitig aber starke Hardrock-Einflüsse aufweisen“. Kühnemund vergab neun von zehn Punkten. Das Rock Hard führt Between Two Worlds außerdem in seiner Liste der „250 Black-Metal-Alben, die man kennen sollte“ auf.
Jackie Smit vom Online-Magazin Chronicles of Chaos bezeichnete das Album als „netten Zwischenstopp bis zum nächsten Immortal-Album“ und vergab 7,5 von 10 Punkten. Arlette Huguenin vom Online-Magazin Vampster kritisierte die fehlende „Abwechslung in Sachen Tempo“ und bezeichnete Between Two Worlds als „gut gespieltes, aber etwas seelenloses Werk“.